# Pemigewasset Wilderness
L'aire sauvage Pemigewasset Wilderness est une aire protégée de 182 km2 des États-Unis située à l'intérieur de la forêt nationale des Montagnes Blanches, dans l'État du New Hampshire.
L'aire sauvage correspond au bassin supérieur de la branche Est de la rivière Pemigewasset et inclus les chaînes de montagnes Franconia, Twin, Zealand et Hancock. Le paysage accidenté de Pemigewasset Wilderness le rend populaire pour les activités de plein-air. Son important réseau de sentier de ski de fond et de randonnée pédestre est parcourue à longueur d'année.
La région est aussi reconnue pour le retour de le rétablissement forestière à la suite de l'exploitation forestière à la fin du XIXe siècle et au début du XXe siècle.

## Géographie

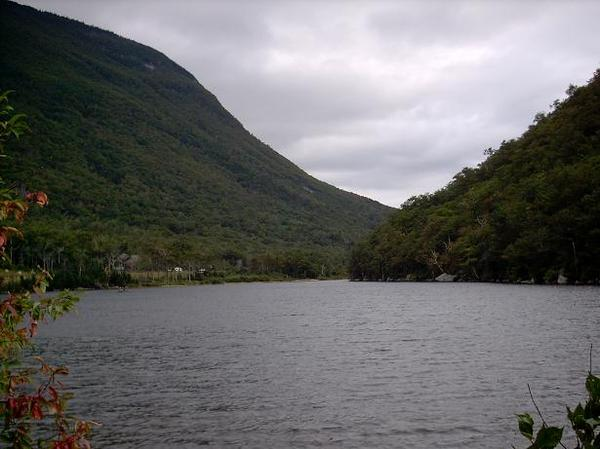
Lac Profile, source de la branche Est de la rivière Pemigewasset.

Pemigewasset Wilderness est composé de deux « lobes » en forme de fer à cheval.  Le centre est composé de vallées humides et basses entouré de haute crêtes montagneuses.

### Géologie
Contrairement à la majorité des montagnes Blanches qui sont composées de micaschiste et de gneiss formé par l'orogenèse acadienne, le sous sol de Pemigewasset Wilderness est composé de batholite et fait partie de la région de roches ignées des montagnes Blanches.
Les chaînes Franconia et Twin sont composées d'immense dyke inclus dans la partie ouest du batholite des montagnes Blanches qui est composé d'un assise de granite porphyre qui a émergé il y a 170 millions d'années,.